# Nani Tedeschi
 Nani Tedeschi  (n. 5 septembrie 1939, Cadelbosco di Sopra, Emilia-Romagna, Italia – d. 8 august 2017, Reggio Emilia, Italia) a fost un ilustrator și gravor italian.

## Viața și opera
Nani Tedeschi s-a născut în 1938 în localitatea Cadelbosco di Sopra, în Provincia Reggio Emilia.
A luat parte la a 36-a „Biennale di Venezia” în 1972.
A folosit ca tehnici principale: desen, ulei, incizie și litografie.